# Medo Pucić
Medo Pucić (* 12. März 1821 in Dubrovnik (altdeutsch: Ragusa), Dalmatien; † 30. März 1882 ebenda) war ein Schriftsteller und Politiker. Sein Bruder war Niko Pucić.

## Leben

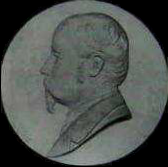
Medo Pucic

Pucić entstammte einer alten Ragusaner Patrizierfamilie, besuchte das Lyzeum in Venedig, lernte dort 1841 Jan Kollár kennen, wurde ein Anhänger dessen allslawischer Ideen und bekannte sich zur illyrischen Bewegung. Von 1841 bis 1843 studierte er an der Universität Padua und von 1843 bis 1845 in Wien, wo er sein Jusstudium abschloss.
1846 bis 1849 lebte er an den Höfen von Lucca und Parma, danach meist in Dubrovnik. Pucić stand in regem Kontakt zu kulturellen und politischen Kreisen in Banalkroatien, der übrigen Monarchie und verschiedenen Ländern Europas. Nach der 1860 erfolgten Erneuerung des politischen Lebens in der Österreichisch-ungarischen Monarchie beteiligte er sich an der nationalen Bewegung in Dalmatien und am politischen Geschehen in Banalkroatien.
In den 1870ern lebte er wieder ständig in Dubrovnik und spielte im Kulturleben der Stadt eine bedeutende Rolle. In den von Pucić vertretenen slawischen und südslawischen Ideen verschmolzen die Grundsätze der slawischen Nationalbewegung seiner Zeit, vor allem der Kroaten, mit der slawischen Tradition Dubrovniks. Der traditionelle Partikularismus von Dubrovnik, dem es widerstrebte, sich vorbehaltlos in die kroatische Bewegung einzuordnen, verbunden mit den sprachwissenschaftlichen Auffassungen seiner Zeit, ließ ihn annehmen, Dubrovnik und der gesamte Bereich der štokavischen Mundart gehörte der serbischen Nationalität an. Im Fürstentum Serbien sah er den Befreier der Südslawen von der osmanischen Herrschaft.
Pucić verfasste lyrische und epische Gedichte, patriotische Lyrik, politische Aufsätze und historische Studien. Das bevorzugte Motiv in seinem Schaffen war die Vergangenheit Dubrovniks. Er übersetzte literarische Werke aus mehreren europäischen Sprachen ins Kroatische und ins Italienische.